# Gabriel Bortoleto
Gabriel Bortoleto (prononcé en portugais : [ɡabɾiˈɛw boʁtoˈletu]), né le 14 octobre 2004 à São Paulo (Brésil), est un pilote automobile brésilien. En 2025, il fait ses débuts en Formule 1 au sein de l'écurie Kick Sauber.

## Biographie

### Karting
Gabriel Bortoleto débute le karting en 2012, dans le championnat Sulbrasileiro. Il poursuit le karting jusqu'en 2019. En 2018, il termine troisième du championnat d'Europe de karting et du championnat du monde de karting dans la catégorie OKJ, puis deuxième des WSK Super Masters Series et de l'Andrea Margutti Trophy.

### Les débuts en monoplace
En 2020, Gabriel Bortoleto fait ses débuts en monoplace dans le championnat d'Italie de Formule 4 avec l'écurie Prema Powerteam, où il fait équipe avec Sebastián Montoya, Gabriele Minì et Dino Beganovic. Lors de la manche du Mugello, il monte trois fois sur le podium avec notamment une victoire lors de la deuxième course. Il monte sur deux autres podiums à Monza. À l'issue de sa première saison en monoplace, il termine cinquième du championnat avec 157 points, devant Montoya mais derrière Minì et Beganovic qui terminent champion et troisième.

### Formule Régionale Europe

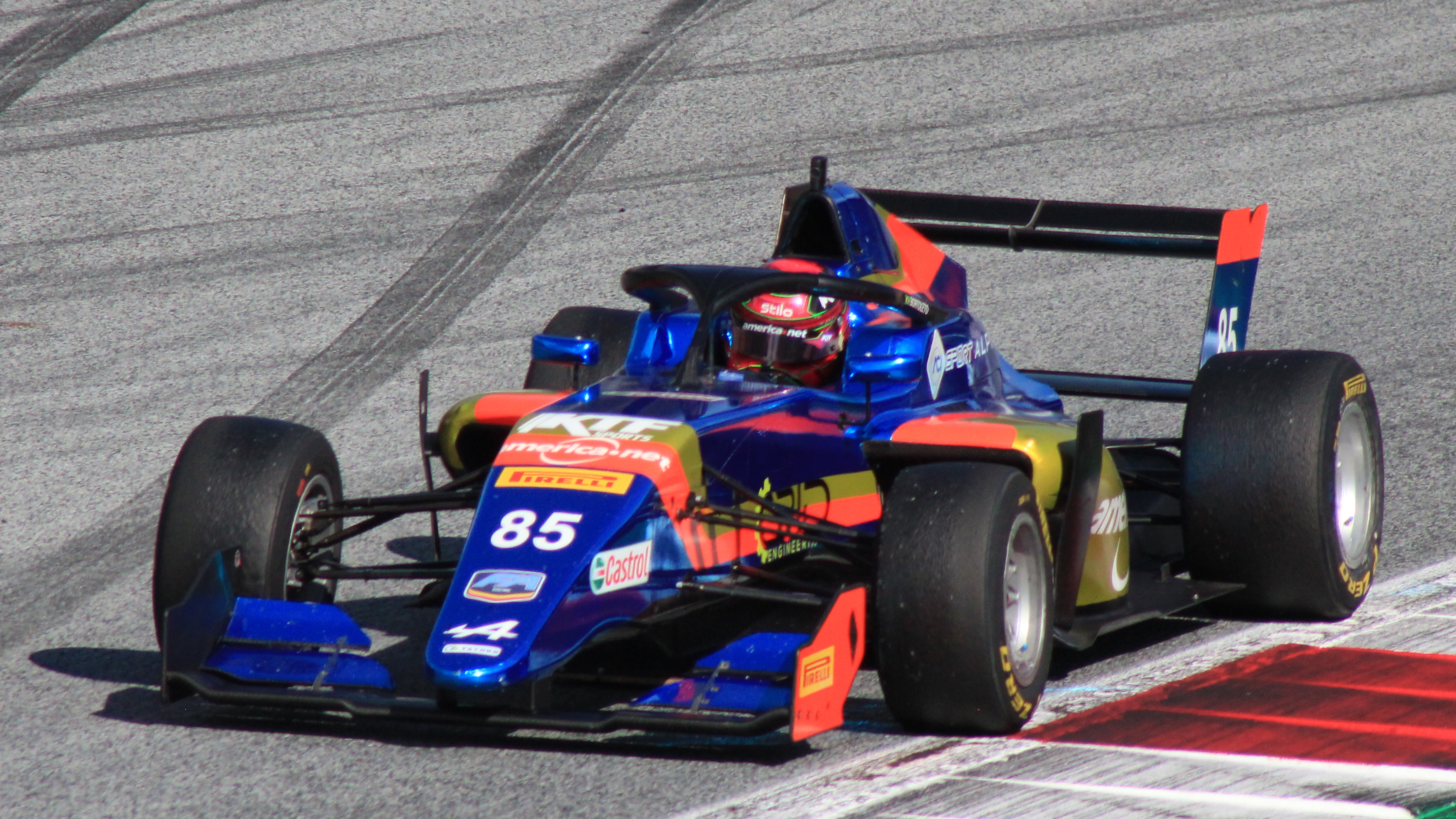
Gabriel Bortoleto en Formule Régionale en 2021 à Spielberg

En 2021, Gabriel Bortoleto rejoint le Championnat d'Europe de Formule Régionale avec l'écurie FA Racing, crée par Fernando Alonso,. Il marque ses premiers points lors de la manche d'ouverture à Imola avant de connaître une longue période infructueuse. Il monte sur son premier podium lors de la manche du Red Bull Ring avec une deuxième place, puis se montre régulier en fin de saison. Il se classe quinzième du championnat avec 44 points.  
En 2022, pour sa deuxième saison, il rejoint l'équipe R-ace GP où il fait équipe avec Hadrien David. Il remporte sa première victoire lors de la manche de Spa-Francorchamps.

### 2023: sacre en Formule 3

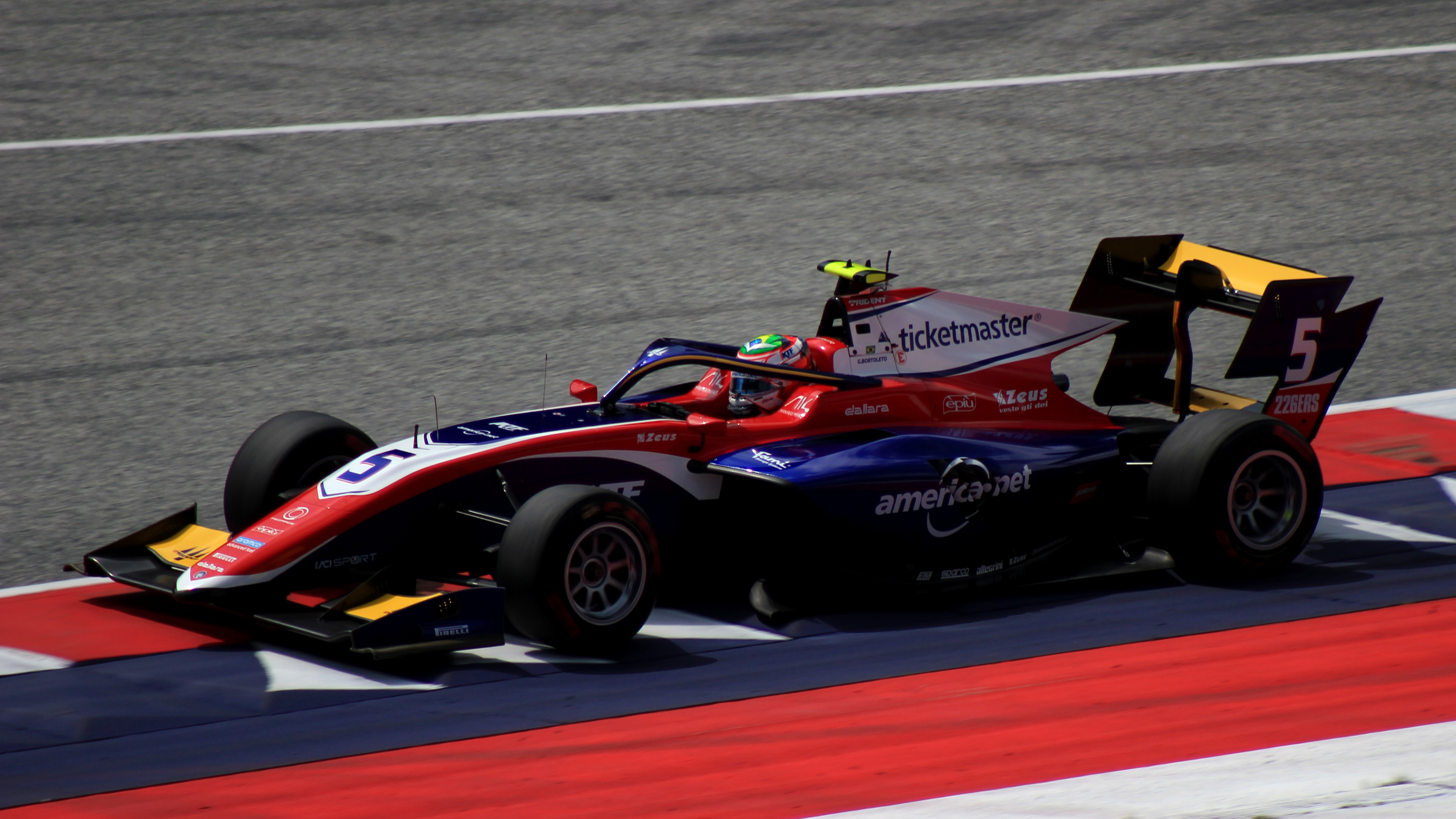
Gabriel Bortoleto en Formule 3 FIA en 2023 à Spielberg

Fin septembre 2022, Gabriel Bortoleto participe aux essais d'après-saison de la Formule 3 FIA avec l'écurie Trident,,. Quelques jours après, l'écurie annonce sa titularisation pour la saison 2023, devenant le premier titulaire pour la nouvelle saison.  
Lors de la manche inaugurale à Sakhir, il est pénalisé à la suite d'un contact avec Rafael Villagómez et se retrouve hors des points. Le lendemain, il s'impose lors de la course principale, profitant d'une pénalité infligée à Gabriele Minì, le vainqueur initial.  
À Melbourne, il décroche sa première pole puis sa seconde victoire lors de la course principale. Il se montre ensuite régulier sur l'ensemble des cinq week-ends suivants jusqu'à celui du Red Bull Ring où il décroche une deuxième place suivie par deux autres à Silverstone et en Hongrie. S'installant en tête du championnat, il connaît son premier week-end vierge à Spa-Francorchamps. Lors de la course sprint, il s'accroche avec Dino Beganovic et est contraint à l'abandon. Il termine ensuite onzième de la course principale.  
Avant la dernière épreuve du championnat, Bortoleto compte 38 points d'avance sur ses principaux rivaux Paul Aron et Pepe Martí. À Monza, le Brésilien termine deuxième de la course sprint puis cinquième de la course principale. Il remporte le titre de champion de Formule 3 FIA avec 164 points marqués.

### 2024: champion de Formule 2

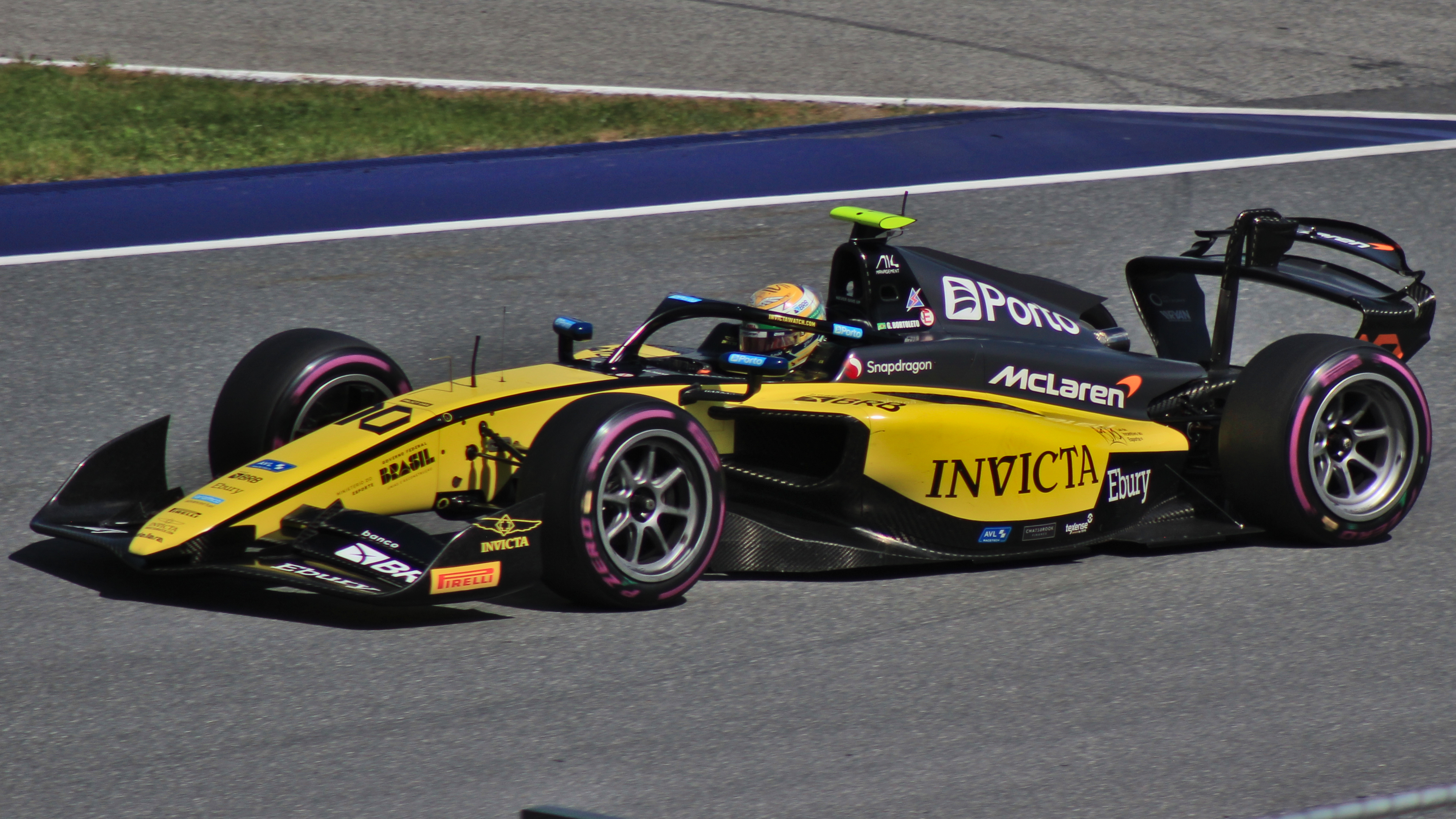
Gabriel Bortoleto en Formule 2 en 2024 à Spielberg.

En 2024, Gabriel Bortoleto rejoint le championnat FIA de Formule 2 chez Invicta Virtuosi Racing. Il monte sur son premier podium lors de 4e manche disputée à Imola lors de la course principale. Il remporte ensuite sa première victoire un mois plus tard sur le circuit de Spielberg. 
À la lutte pour le titre face à Isack Hadjar jusqu'à la dernière course de la saison, le Brésilien s'assure du titre de champion 2024 à la suite du calage du Français lors de la course principale d'Abou Dabi. Il devient par la même occasion le premier pilote à enchaîner les titres de Formule 3 et de Formule 2 en tant que rookie depuis Oscar Piastri.

### 2025: débuts en Formule 1 avec Sauber et premier points
Le 6 novembre 2024, Gabriel Bortoleto est officialisé par Kick Sauber pour la saison 2025 de Formule 1, aux côtés de Nico Hülkenberg. Il marque ses premiers points au Grand Prix d'Autriche 2025 en terminant à la huitième place.

## Carrière

### Résultats en monoplace
| Saison | Championnat                       | Écurie          | Courses | Victoires | Pole positions | Meilleurs tours | Podiums | Points | Classement |
| ------ | --------------------------------- | --------------- | ------- | --------- | -------------- | --------------- | ------- | ------ | ---------- |
| 2020   | Championnat d'Italie de Formule 4 | Prema Powerteam | 20      | 1         | 4              | 1               | 5       | 157    | 5e         |
| 2021   | Stock Car Lights Brasil           | KTF Racing      | 4       | 1         | 1              | 0               | 1       | 60     | 13e        |
| 2021   | Formule Régionale Europe          | FA Racing by MP | 20      | 0         | 0              | 0               | 1       | 44     | 15e        |
| 2022   | Formule Régionale Asie            | 3Y by R-ace GP  | 6       | 1         | 0              | 0               | 1       | 46     | 14e        |
| 2022   | Formule Régionale Europe          | R-ace GP        | 20      | 2         | 2              | 1               | 5       | 174    | 6e         |
| 2023   | Formule 3 FIA                     | Trident         | 18      | 2         | 1              | 3               | 6       | 164    | Champion   |
| 2024   | Formule 2                         | Invicta Racing  | 28      | 2         | 2              | 3               | 8       | 214,5  | Champion   |

### Résultats en championnat du monde de Formule 1
| Saison | Écurie        | Châssis | Moteur                   | Pneus   | GP disputés | Pole positions | Victoires | Podiums | Meilleurs tours | Dans les points | Abandons | Points inscrits | Classement |
| ------ | ------------- | ------- | ------------------------ | ------- | ----------- | -------------- | --------- | ------- | --------------- | --------------- | -------- | --------------- | ---------- |
| 2025   | Stake F1 Team | C45     | Ferrari V6 turbo hybride | Pirelli | 14          | 0              | 0         | 0       | 0               | 3               | 2        | 14              | 17e        |
|        | Total         |         |                          |         | 14          | 0              | 0         | 0       | 0               | 3               | 2        | 14              |            |

| Saison        | Écurie        | Châssis         | Moteur                   | Pneus | 1        | 2       | 3       | 4       | 5       | 6        | 7       | 8       | 9       | 10      | 11     | 12       | 13     | 14     | 15  | 16  | 17  | 18  | 19  | 20  | 21  | 22  | 23  | 24  | Classement | Points inscrits |
| ------------- | ------------- | --------------- | ------------------------ | ----- | -------- | ------- | ------- | ------- | ------- | -------- | ------- | ------- | ------- | ------- | ------ | -------- | ------ | ------ | --- | --- | --- | --- | --- | --- | --- | --- | --- | --- | ---------- | --------------- |
| 2025          | Stake F1 Team | Kick Sauber C45 | Ferrari V6 turbo hybride | P     | AUS Abd. | CHN 14e | JAP 19e | BAH 18e | ARA 18e | MIA Abd. | EMI 18e | MON 14e | ESP 12e | CAN 14e | AUT 8e | GBR Abd. | BEL 9e | HON 6e | P-B | ITA | AZE | SIN | USA | MEX | BRE | LVE | QAT | ABU | 19e        | 6               |
| Légende : ici |               |                 |                          |       |          |         |         |         |         |          |         |         |         |         |        |          |        |        |     |     |     |     |     |     |     |     |     |     |            |                 |